# Walter Gericke

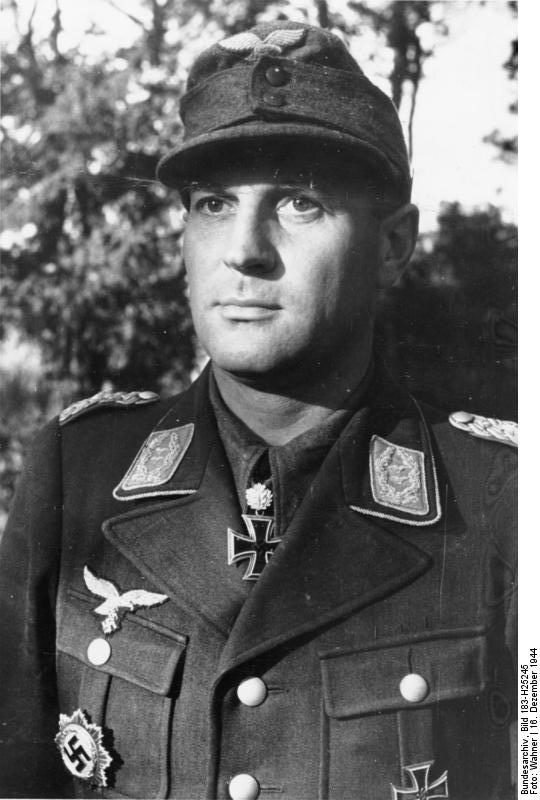
Walter Gericke (1944)

Ernst Gustav Hermann Walter Gericke (* 23. Dezember 1907 in Bilderlahe; † 19. Oktober 1992 in Alsfeld) war ein deutscher Offizier, der u. a. als Bataillonskommandeur der Fallschirmjäger an der Luftlandeschlacht um Kreta während des Zweiten Weltkriegs teilnahm. Später kommandierte er das Fallschirmjägerregiment 11 und nahm in Italien an der Schlacht von Anzio teil. Nach dem Krieg trat er im Zuge der Wiederbewaffnung in die Bundeswehr ein und befehligte von 1962 bis 1965 als Generalmajor die 1. Luftlandedivision. Er verfasste eine Reihe von teils propagandistischen Schriften über das Fallschirmspringen.

## Leben

### Polizeidienst
Vom 3. April 1929 bis 1935 war Gericke, Sohn eines Lehrers, Angehöriger der Polizei, erst der Polizei der Weimarer Republik und ab 1933 der Ordnungspolizei. Bis 31. März 1930 war er als Polizeianwärter, ab 1. April 1930 Polizei-Wachtmeister, an der Polizeischule Brandenburg/Havel, kam dann bis Ende Februar 1932 in den Außendienst der Polizeiinspektion Alexander nach Berlin. Ab 1. März 1932 besuchte er mit seiner Beförderung zum Polizei-Oberwachtmeister einen Offizierslehrgang an der Polizeischule Potsdam. Vom 1. April 1933, er wurde Leutnant der Polizei und Ende August 1935 Oberleutnant der Polizei, bis 29. Oktober 1935 war er in der Landespolizeigruppe „General Göring“.

### Eintritt in die Luftwaffe und Zweiter Weltkrieg
Kurze Zeit später trat er als Oberleutnant in die Luftwaffe ein. Dort führte er zunächst eine Kompanie im Fallschirmjägerbataillon des Regiments „General Göring“. Bei Kriegsausbruch war er Chef der 4. Kompanie des Fallschirmjäger-Regiments 1 der 7. Flieger-Division. Am 1. März 1938 war er zum Hauptmann befördert worden.
Während der Besetzung Dänemarks im Rahmen des Unternehmens Weserübung am 9. April 1940 besetzte Gericke mit seiner Kompanie nach kurzem Gefecht die Storstrømsbroen zwischen den Inseln Falster und Seeland. Für seinen Einsatz wurde Gericke am 10. April 1940 das Eiserne Kreuz II. Klasse verliehen. Am ersten Tag des Westfeldzugs, dem 10. Mai 1940, eroberte Gerickes Kompanie die Straßenbrücke in Dordrecht. Für diesen Einsatz wurde Gericke am 12. Mai 1940 mit dem Eisernen Kreuz I. Klasse ausgezeichnet. Anschließend wurde er zum Stab des Fliegerführers Drontheim versetzt, wo er bis zum Kretaeinsatz verblieb.
Gericke kommandierte das IV. Bataillon des Luftlande-Sturmregiments 1 bei der Luftlandeschlacht um Kreta, wo er mit seinem Bataillon am 20. Mai 1941 über Maleme absprang. Für den Einsatz auf Kreta wurde er am 14. Juni 1941 mit dem Ritterkreuz des Eisernen Kreuzes ausgezeichnet. In der Winterkrise 1941/42 wurde er mit seinem Bataillon an der Ostfront am Mius und Wolchow eingesetzt. Anschließend war er als Kommandeur eines Ausbildungsbataillons in Frankreich tätig. Im August 1942 wurde er mit Rangdienstalter von 1. Januar 1942 zum Major befördert.
Nach dem Waffenstillstand von Cassibile im September 1943 kommandierte er das II. Bataillon des Fallschirmjägerregiments 6 der 2. Fallschirmjäger-Division beim Angriff auf das Hauptquartier der italienischen Armee im Palazzo Orsini in Monterotondo, mit dem die italienische Militärführung ausgeschaltet werden sollte. Dafür wurde er am 12. Dezember 1943 mit dem Deutschen Kreuz in Gold ausgezeichnet. Ab Oktober 1943 kommandierte Gericke das aus seinem Bataillon neu formierte Fallschirmjägerregiment 11 und nahm mit diesem Anfang 1944 an der Schlacht von Anzio teil. Am 1. Juli 1944 wurde er Oberstleutnant mit Rangdienstalter vom 1. Juni 1944. Für die Führung des Fallschirmjägerregiment 11 in der Schlacht von Anzio wurde er am 17. September 1944 mit dem Eichenlaub zum Ritterkreuz ausgezeichnet.
Anschließend wurde er ab Dezember 1944 als Leiter der Führerschule des I. Fallschirm-Korps in Italien eingesetzt. Gericke, ab 30. Januar 1945 Oberst, wurde am 12. Februar 1945 mit der Aufstellung und Führung der 11. Fallschirmjäger-Division beauftragt, welche aber dann doch nicht zur Aufstellung kam. Er war ab 17. April 1945 Führer der Kampfgruppe Gericke, welche auch Sturmbrigade Gericke genannt wurde, und war als Kommandeur der 21. Fallschirmjäger-Division vorgesehen, die nie vollständig aufgestellt wurde, jedoch noch an Kämpfen in Holland und im Norden Deutschlands teilnahm. Er kapitulierte mit seiner Division bei Varel in Oldenburg am 8. Mai 1945 und wurde in britische Kriegsgefangenschaft verbracht. Am 23. Mai 1945 wurde er aus dem britischen Kriegsgefangenenlager nördlich des Ems-Jade-Kanals in das Lager Zedelgem bei Brüssel verlegt. Am 24. April 1946 wurde er aus der Kriegsgefangenschaft entlassen, kam aber in Zivilhaft im Sennelager bei Paderborn.

### Bundeswehr
Walter Gericke trat am 1. April 1956 als Oberst in die Bundeswehr ein und erhielt einen Einweisungslehrgang. Ab 23. Juni 1956 war er Leiter des Aufstellungsstabes der Heeresschule für Luftlande-Einsätze (Hammelburg). Unter seiner Führung entstand in Altenstadt bei Schongau die Fallschirmjägerschule, die heutige Luftlande-/Lufttransportschule, dessen Kommandeur er am 1. November 1956 wurde. Am 1. September 1961 wurde er Brigadegeneral. Für seine Verdienste um die Region erhielt Gericke am 2. November 1961 die goldene Ehrenmedaille der Stadt Schongau und die Berufung in den Großen Rat der Stadt.
Am 1. Oktober 1962 löste er Generalmajor Hans Kroh (ebenfalls ein Teilnehmer an der Kreta-Luftlandung) als Kommandeur der 1. Luftlandedivision ab. Am 25. September 1963 wurde Gericke zum Generalmajor befördert. Für seine Verdienste um den Aufbau der Bundeswehr wurde ihm am 25. März 1965 von Bundespräsident Heinrich Lübke das Große Verdienstkreuz des Verdienstordens der Bundesrepublik Deutschland verliehen. „Das Stabsgebäude der zentralen Ausbildungsstätte der Fallschirmtruppe in Altenstadt trägt bis heute Gerickes Namen. Gericke wohnte der Enthüllung des Namenszuges persönlich bei.“ Am 7. Januar 1978 erhielt er den Goldenen Ehrenring der Gemeinde Altenstadt.
Am 31. März 1965 wurde er im Nachgang der Geschehnisse in der Ausbildungskompanie 6/9 in Nagold (Misshandlung von Rekruten durch ihre Ausbilder) in den einstweiligen Ruhestand versetzt. Laut Sönke Neitzel hatte sich herausgestellt, dass die Luftlandedivision ein „abgekapselter Fremdkörper“ in Bezug auf das Gefüge aller Heeresdivisionen war, was man auf ein „Netzwerk der Wehrmachtsveteranen“ der Weltkriegs-Fallschirmjägertruppe wie Gericke zurückführte.

### Privates
Gericke war verheiratet. Aus seiner Ehe gingen zwei Kinder hervor.

## Veröffentlichungen (Auswahl)
- Soldaten fallen vom Himmel. Schützen-Verlag, Berlin 1940. (Auch erschienen auf Schwedisch,[5] Rumänisch[6] und Tschechisch.)
- Fallschirmjäger hier und da. Schützen-Verlag, Berlin 1941.
- Von Malemes bis Chania – Kampf und Sieg des Sturmregiments. Verlag Die Wehrmacht, Berlin 1943.
- Da gibt es kein zurück…! - Streiflichter vom Kampf um Kreta, der Inselfestung im Mittelmeer. Fallschirmjäger-Verlag, Münster/Westfalen 1955.
- Hurra, wir springen. Motz, Schongau 1974. (Geschichte der Fallschirmjäger und des Fallschirmspringens, primär ein Fotobuch.)
- Unvergessen, Kreta 1941-1991. Druckhaus Goldammer Scheinfeld 1991 (Sonderheft des Bundes Deutscher Fallschirmjäger).
- Dort oben auf dem Burglachberg. Luftlande- und Lufttransportschule, Altenstadt 1976 (Bildband anlässlich des 20-jährigen Bestehens der LL/LTS in Altenstadt)